# Slither (canción de Metallica)
Slither es la sexta canción del álbum ReLoad de la banda de thrash metal Metallica.
La canción esta ambientada más al heavy metal en comparación con las demás canciones del álbum. La canción puede interpretarse de alguien que no quiere acercarse al peligro y trata de evitarlo lo más posible deslizandose por ellos.

## Créditos
- James Hetfield: voz, guitarra rítmica
- Kirk Hammett: guitarra líder
- Jason Newsted: bajo eléctrico, coros
- Lars Ulrich: batería, percusión

- Datos: Q25415271